# Pokémon : Giratina et le Gardien du ciel
 (juillet 2009).
Si vous disposez d'ouvrages ou d'articles de référence ou si vous connaissez des sites web de qualité traitant du thème abordé ici, merci de compléter l'article en donnant les références utiles à sa vérifiabilité et en les liant à la section « Notes et références ».
Gekijouban Pocket Monster Diamond & Pearl : Giratina to Sora no Hanataba Sheimi (劇場版ポケットモンスター ダイヤモンド&パール ギラティナと氷空の花束 シェイミ, litt. «  Pokémon : Giratina et le Gardien du Ciel ») est le 11e film de la saga Pokémon. Il est sorti le 19 juillet 2008 au Japon sur grand écran, le 10 mars 2009 en France et le 8 avril 2009 en Europe en DVD. Il est disponible sur 6play.

## Synopsis
Le Monde Inverse est un monde contrôlé par Giratina. Le combat qui avait opposé Dialga et Palkia a créé une fissure. Giratina décide alors de se venger sur Dialga. Et comme d'habitude Sacha, Pikachu et leurs amis sont de la partie.

## Fiche technique
- Réalisation : Kunihiko Yuyama
- Producteurs : Choji Yoshikawa, Mikihiko Fukazawa, Junya Okamoto, Takemoto Mori
- Scénario : Hideki Sonoda
- Storyboard : Kunihiko Yuyama
- Chara-design : Kazuaki Mohri, Sayuri Ichiishi, Tokuhiro Matsubara, Toshiya Yamada, Kazumi Sato
- Directeur de la photographie : Takaya Mizutani
- Directeur de l'animation 2D : Shinsuke Ikeda
- Images de synthèse : OLM Digital, Inc. sous la direction de Makoto Sato
- Montage : Toshio Henmi
- Musique : Shinji Miyazaki

- Version Française = Sun Studio
- Directeur Artistique = Daniel Nicodème
- Adaptation Française du Script = Eifel Tech.
- Adaptation Française de la chanson "This is a Beautiful World" = Marie-Line Landerwijn
- Interprétation de la chanson = Luc de Wacter

## Distribution

### Version française[3]
- Aurélien Ringelheim : Sacha
- Alexandra Corréa : Aurore
- Antoni Lo Presti : Pierre
- Catherine Conet : Jessie
- David Manet : James
- Philippe Tasquin : Miaouss
- Fabienne Loriaux : Infirmière Joëlle, Voix de Pokémon
- Delphine Chauvier : Shaymin, Voix de Pokémon
- Guylaine Gibert : Shaymin forme céleste, Voix de Pokémon
- Jean-Marc Delhausse : Newton Graceland, Voix de Pokémon
- Frédéric Clou : Voix de Pokémon
- Daniel Nicodème : Narrateur, Voix de Pokémon
- Mathieu Moreau : Zero
- Claire Tefnin : Infi
- Grégory Praet : Jeune marié du train

## Commentaires
- Ce film est la suite du précédent film Pokémon, L'ascension de Darkrai. D'ailleurs, Dialga, déjà présent dans le film 10, fait son retour.